# Marvel Mystery Comics
Marvel Mystery Comics (el primer número de la qual es va titular simplement Marvel Comics, que seria el futur nom de l'editorial) és una sèrie de còmics estatunidencs publicada durant els anys trenta-quaranta coneguda per fans i historiadors com l'Edat Daurada dels còmics. Va ser la primera publicació del predecessor de Marvel Comics, Timely Comics, una divisió de Timely Publications.

## Història de la publicació

### Número d'estrena:Marvel Comics# 1
El 1939, l'editor de revistes pulp, Martin Goodman, va expandir el seu negoci en el camp emergent dels comic books mitjançant la compra de l'empaquetador i creador de continguts per còmics Funnies, Inc. La primera publicació, Marvel Comics # 1 (amb data de portada octubre de 1939, però publicat el 31 d'agost de 1939 segons els registres de la Biblioteca del Congrés dels Estats Units), de la seva empresa Timely Publications, va comptar amb les primeres aparicions del superheroi androide de l'escriptor i artista Carl Burgos, Human Torch, i el detectiu Angel, de Paul Gustavson. A més, contenia la primera aparició disponible en general de l'anti-heroi de Bill Everett Namor l'home submarí, creat per a la publicació de còmics cinematogràfics Funnies Weekly que s'havia distribuït a principis d'aquell any, amb la història original de vuit pàgines ara ampliada amb quatre pàgines més.
També es va incloure a l'heroi de l'oest d'Al Anders, el Masked Raider; el senyor de la jungla Ka-Zar the Great, amb Ben Thompson començant una adaptació de cinc números del conte "King of Fang and Claw" de Bob Byrd publicat a la revista de pulp de Goodman Ka-Zar #1 (octubre de 1936); la història sense continuïtat "Jungle Terror", amb un aventurer anomenat Ken Masters, escrit per Tohm Dixon; "Now I'll Tell One", cinc dibuixos animats amb un sol panell, blanc i negre, de Fred Schwab a la portada interior; i una història en prosa de dues pàgines de Ray Gill, "Burning Rubber", sobre les carreres d'automòbils. A la coberta pintada pel veterà artista de ciència-ficció Frank R. Paul hi va aparèixer una Torxa Humana amb un aspecte diferent de la història de les pàgines interiors.
La primera edició d'aquest còmic va esgotar ràpidament les 80.000 còpies, cosa que va provocar que Goodman produís una segona impressió, amb data de novembre de 1939 i idèntica, excepte per una barra negra a la data de la portada interior i la data de novembre afegida al final. Així va vendre aproximadament 800.000 còpies. Amb aquest èxit a les seves mans, Goodman va començar a reunir un personal a la casa, contractant a l'artista-escriptor de Funnies, Inc. Joe Simon com a director. Simon va portar el seu col·laborador, l'artista Jack Kirby, seguit per l'artista Syd Shores.

### ComMarvel Mystery Comics
The Human Torch i the Sub-Mariner seguirien protagonitzant el títol de llarga durada, fins i tot després d'obtenir les seves pròpies sèries de còmics poc després. L'Angel, que apareixia a les portades dels números 2-3, apareixeria en tots els números fins al 79 (desembre de 1946).
Altres personatges introduïts en el títol inclouen l'aviador American Ace (# 2, desembre de 1939), amb una part del seu origen reproduïda, com la primera part del Sub-Mariner's, de Motion Picture Funnies Weekly # 1; el detectiu privat Ferret; i l'heroi robot d'escriptor-artista Steve Dahlman, Electro (apareix en tots els números des del 4 al 19, de febrer de 1940 a maig de 1941). El número 13 es va produir la primera aparició de la Vision, la inspiració del superheroi del mateix nom de Marvel Comics creat el 1968. La Vision original va aparèixer en històries en solitari fins Marvel Mystery Comics # 48. Al principi els personatges no estaven enregistrats. A la primera pàgina del número 20 es va anunciar que s'havien enregistrat els personatges de Human Torch, Namor (presentat com Sub-Mariner, el nom pel que era més conegut en aquella època), Angel i Ka-Zar.

### Com aMarvel Tales
El 1949, amb la popularitat dels superherois minvant, el còmic es va convertir en l'antologia de terror Marvel Tales del número 93 al 159 (agost 1949 - agost 1957), quan va deixar de publicar-se. Marvel va publicar una sèrie diferent del mateix nom a la dècada de 1960, dedicada a la reimpressió d'històries de diferents personatges, que als anys 70 va acabar monopolitzada per Spiderman amb històries procedents de Amazing Spider-Man. Puntualment aquesta sèrie també va incloure alguna història inèdita.

## Reimpressions
- Marvel Comics # 1: Edició del 70 aniversari (reimpressió del número 1 amb colors moderns, 2009)
- Golden Age Marvel Comics Omnibus (Marvel Comics # 1; Marvel Mystery Comics # 2–12)
- Marvel Masterworks: Golden Age of Marvel Comics Vol. 1 (Marvel Comics # 1, Marvel Mystery Comics # 2–4)
- Marvel Masterworks: Golden Age of Marvel Comics Vol. 2 (Marvel Mystery Comics # 5-8)
- Marvel Masterworks: Golden Age of Marvel Comics Vol. 3 (Marvel Mystery Comics # 9–12)
- Marvel Masterworks: Golden Age of Marvel Comics Vol. 4 (Marvel Mystery Comics # 13–16)
- Marvel Masterworks: Golden Age of Marvel Comics Vol. 5 (Marvel Mystery Comics # 17–20)
- Marvel Masterworks: Golden Age of Marvel Comics Vol. 6 (Marvel Mystery Comics # 21-24)
- Marvel Masterworks: Golden Age of Marvel Comics Vol. 7 (Marvel Mystery Comics # 25-28)